# Financijski kapital

Financijski kapital je svaki ekonomski resurs mjeren novcem koji poduzetnici koriste za kupnju onoga što im je potrebno za proizvodnju svojih proizvoda ili za pružanje usluga sektoru gospodarstva na kojem se temelji njihovo poslovanje, tj., itd.

## Tri koncepta održavanja kapitala odobrena u MSFI
Financijski kapital ili samo kapital/pravičnost u financijama, računovodstvo i ekonomiji, je unutarnja zadržana dobit koju generira subjekt ili sredstva koja osigurava zajmodavce (i investitore) poduzećima za kupnju realnog kapitala opreme ili usluga za proizvodnju nove robe/usluga. Stvarni kapital ili ekonomski kapital obuhvaća fizičku robu koja pomaže u proizvodnji drugih dobara i usluga, npr. lopate za grobare, šivaće strojeve za krojače ili strojeve i alate za tvornice.
Financijski kapital općenito se odnosi na spremljeno financijsko bogatstvo, osobito ono koje se koristi za pokretanje ili održavanje poslovanja. Većina subjekata usvaja financijski koncept kapitala pri izradi financijskih izvješća. Prema financijskom konceptu kapitala, kao što je uloženi novac ili uložena kupovna moć, kapital je sinonim za neto imovinu ili kapital subjekta. Pod fizičkim konceptom kapitala, kao što je operativna sposobnost, kapital se smatra proizvodnim kapacitetom subjekta na temelju, primjerice, jedinica proizvodnje po danu. Održavanje financijskog kapitala može se mjeriti ili u nominalnim monetarnim jedinicama ili jedinicama stalne kupovne moći. Postoje tri koncepata održavanja kapitala u smislu Međunarodnih standarda financijskog izvještavanja (MSFI): (1) Održavanje fizičkog kapitala (2) Održavanje financijskog kapitala u nominalnim novčanim jedinicama (3) Održavanje financijskog kapitala u jedinicama stalne kupnje vlast. Okvir za pripremu i prezentaciju financijskih izvještaja,
Financijski kapital osiguravaju zajmodavci po cijeni: kamata. Također pogledajte vremensku vrijednost novca za detaljniji opis načina na koji se može analizirati financijski kapital.
Nadalje, financijski kapital je svaki tekući medij ili mehanizam koji predstavlja bogatstvo ili druge stilove  kapitala. To je, međutim, obično kupovna moć u obliku novca dostupnog za proizvodnju ili kupnju dobara, itd. Kapital se također može dobiti proizvodnjom više od onoga što je odmah potrebno i štednjom viška.
Financijski kapital može također biti u obliku otkupljivih predmeta kao što su računala ili knjige koji mogu izravno ili neizravno pridonijeti dobivanju raznih drugih vrsta kapitala.James P., Tim Hallett, and John B. Diamond. 2003. "Forms of Capital and the Construction of Leadership: Instructional Leadership in Urban Elementary Schools." Sociology of Education 76 (January): 1-17</ref>[4]
Neki su akademici podkategorizirali financijski kapital kao ekonomski ili "proizvodni kapital" koji je potreban za poslovanje, kapitalni signal koji signalizira financijsku snagu tvrtke dioničarima i regulatorni kapital ispunjava kapitalni zahtjev.